# Парти, Лионель
Лионель Парти (исп. Lionel Party; род. 17 ноября 1944, Сантьяго) — американский клавесинист

 чилийского происхождения.
Окончил Современную школу музыки в Сантьяго (1965) как пианист, ученик Елены Вайс. По собственным воспоминаниям, с юных лет хотел играть на клавесине, но начал заниматься этим инструментом лишь в 19-летнем возрасте. Продолжил занятия музыкой в Мюнхенской высшей школе музыки под руководством Розль Шмид (фортепиано) и Хедвиг Бильграм (клавесин), а с 1970 г. совершенствовался как клавесинист в Джульярдской школе у Алберта Фуллера, там же в 1976 г. получил степень доктора музыки. В 1972 г. выиграл Международный конкурс имени Иоганна Себастьяна Баха в Лейпциге.
На протяжении 29 сезонов был штатным клавесинистом Нью-Йоркского филармонического оркестра, выступал с ним и как солист (в частности, в Сельском концерте Франсиса Пуленка). Играл также с такими коллективами, как Английский камерный оркестр, Общество Генделя и Гайдна.
С 1977 г. преподаёт клавесин и барочную музыку в Джульярдской школе, а в 1987 г. одновременно и в Кёртисовском институте.